# Cartas da Guerra
Cartas da Guerra is een Portugese film uit 2016 onder regie van Ivo M. Ferreira, gebaseerd op de roman D'este viver aqui neste papel descripto: cartas da guerra van António Lobo Antunes. De film ging op 14 februari in première op het Internationaal filmfestival van Berlijn.

## Verhaal
De jonge militaire arts António wordt in 1971 naar Angola gestuurd tijdens de Portugese koloniale oorlog. Hij schrijft brieven naar zijn geliefde die met haar ongeboren kind is achtergebleven in Portugal. Hij schrijft niet enkel over het gemis maar ook over het hedendaagse leven, de fascinerende natuur en de lokale bevolking. Maar meer en meer komt de wreedheid van de oorlog naar boven.

## Rolverdeling
| Acteur              | Personage  |
| ------------------- | ---------- |
| Miguel Nunes        | António    |
| Margarida Vila-Nova | Maria José |
| Ricardo Pereira     | Majoor M.  |

## Productie
De film werd geselecteerd als Portugese inzending voor de beste niet-Engelstalige film voor de 89ste Oscaruitreiking.